# UFC Fight Night: Machida vs. Dollaway
UFC Fight Night: Machida vs. Dollaway（ユーエフシー・ファイトナイト：マチダ・バーサス・ダラウェイ、別名UFC Fight Night 58）は、アメリカ合衆国の総合格闘技団体「UFC」の大会の一つ。2014年12月20日、ブラジル・サンパウロ州バルエリのジナーシオ・ジョゼ・コヘイアで開催された。

## 大会概要
本大会ではリョート・マチダとCB・ダラウェイによるミドル級ワンマッチが組まれた。
Jungle Fightミドル級王者アントニオ・ドス・サントス、RFAミドル級王者ジェイク・コリアー、キャリア9戦無敗のヘナート・モイカーノがUFCデビュー。

## 試合結果

### アーリープレリム
第1試合 ミドル級ワンマッチ 5分3R
○  ヴィトー・ミランダ vs.  ジェイク・コリアー ×
1R 4:59 TKO（スタンドパンチ連打）
第2試合 ウェルター級ワンマッチ 5分3R
○  ティム・ミーンズ vs.  マルシオ・アレッシャンドリ ×
3R終了 判定2-1（29-28、28-29、29-28）

### プレリミナリーカード
第3試合 バンタム級ワンマッチ 5分3R
○  レアンドロ・イッサ vs.  佐々木憂流迦 ×
2R 4:13 ネッククランク
第4試合 フェザー級ワンマッチ 5分3R
○  ハクラン・ディアス vs.  ダレン・エルキンス ×
3R終了 判定3-0（29-28、29-28、30-27）
第5試合 フェザー級ワンマッチ 5分3R
○  ヘナート・モイカノ vs.  トム・ニーニマキ ×
2R 3:30 リアネイキドチョーク
第6試合 ライトヘビー級ワンマッチ 5分3R
○  マルコス・ホジェリオ・ジ・リマ vs.  イゴール・ポクラヤッチ ×
1R 1:59 TKO（スタンドパンチ連打）

### メインカード
第7試合 ミドル級ワンマッチ 5分3R
○  ダニエル・サラフィアン vs.  アントニオ・ドス・サントス ×
2R 1:01 TKO（薬指の負傷）
第8試合 ウェルター級ワンマッチ 5分3R
○  エリック・シウバ vs.  マイク・ローデス ×
1R 1:15 肩固め
第9試合 ライト級ワンマッチ 5分3R
○  ラシド・マゴメドフ vs.  エリアス・シルヴェリオ ×
3R 4:57 TKO（左フック→パウンド）
第10試合 ライトヘビー級ワンマッチ 5分3R
○  パトリック・カミンズ vs.  アントニオ・カルロス・ジュニオール ×
3R終了 判定3-0（30-27、30-27、30-27）
第11試合 バンタム級ワンマッチ 5分3R
○  ヘナン・バラオン vs.  ミッチ・ガニョン ×
3R 3:53 肩固め
第12試合 ミドル級ワンマッチ 5分5R
○  リョート・マチダ vs.  CB・ダラウェイ ×
1R 1:02 TKO（左ミドルキック→パウンド）

### 各賞
ファイト・オブ・ザ・ナイト： 該当者なし
パフォーマンス・オブ・ザ・ナイト： リョート・マチダ、ヘナン・バラオン、エリック・シウバ、ヴィトー・ミランダ
各選手にはボーナスとして5万ドルが授与された。

### カード変更
負傷などによるカードの変更は以下の通り。
- ホニー・ジェイソン → ヘナート・モイカーノ（第5試合）

- ダン・ミラー → アントニオ・ドス・サントス（第7試合）